# Ali Maloumat
Ali Maloumat (persisch علی معلومات‎; * 22. November 1981) ist ein iranischer Judoka und Teilnehmer an den Olympischen Sommerspielen 2008 in Peking.
Bei den Asienmeisterschaften in Kuwait 2007 belegte er den fünften Platz, in Jeju-si 2008 gewann er die Goldmedaille.
Bei den Weltmeisterschaften 2007 in Rio de Janeiro kam er auf Platz 37.

## Sportlerprofil
- Größe: 173 cm
- Gewicht: 73 kg